# 鍾延豪
鍾延豪（1953年2月7日—1985年12月1日），台灣小說家，鍾肇政長子。代表小說作品《金排附》、〈華西街上〉等。
國立臺灣師範大學國文學系（夜間部）畢業。
服役時擔任預官，曾任教於開南商工。
1979年以小說〈高潭村人物誌〉獲得時報文學獎小說佳作獎，並在東大圖書公司出版第一本小說集《金排附》。1980年以小說〈故事〉獲第十一屆吳濁流文學獎小說獎正獎。1981年與鍾肇政成立台灣文藝出版社。
1985年車禍逝世，得年三十二歲。